# Olios xerxes
Olios xerxes là một loài nhện trong họ Sparassidae.
Loài này thuộc chi Olios. Olios xerxes được Mary Agard Pocock miêu tả năm 1901.